# Victoria & Alfred Waterfront

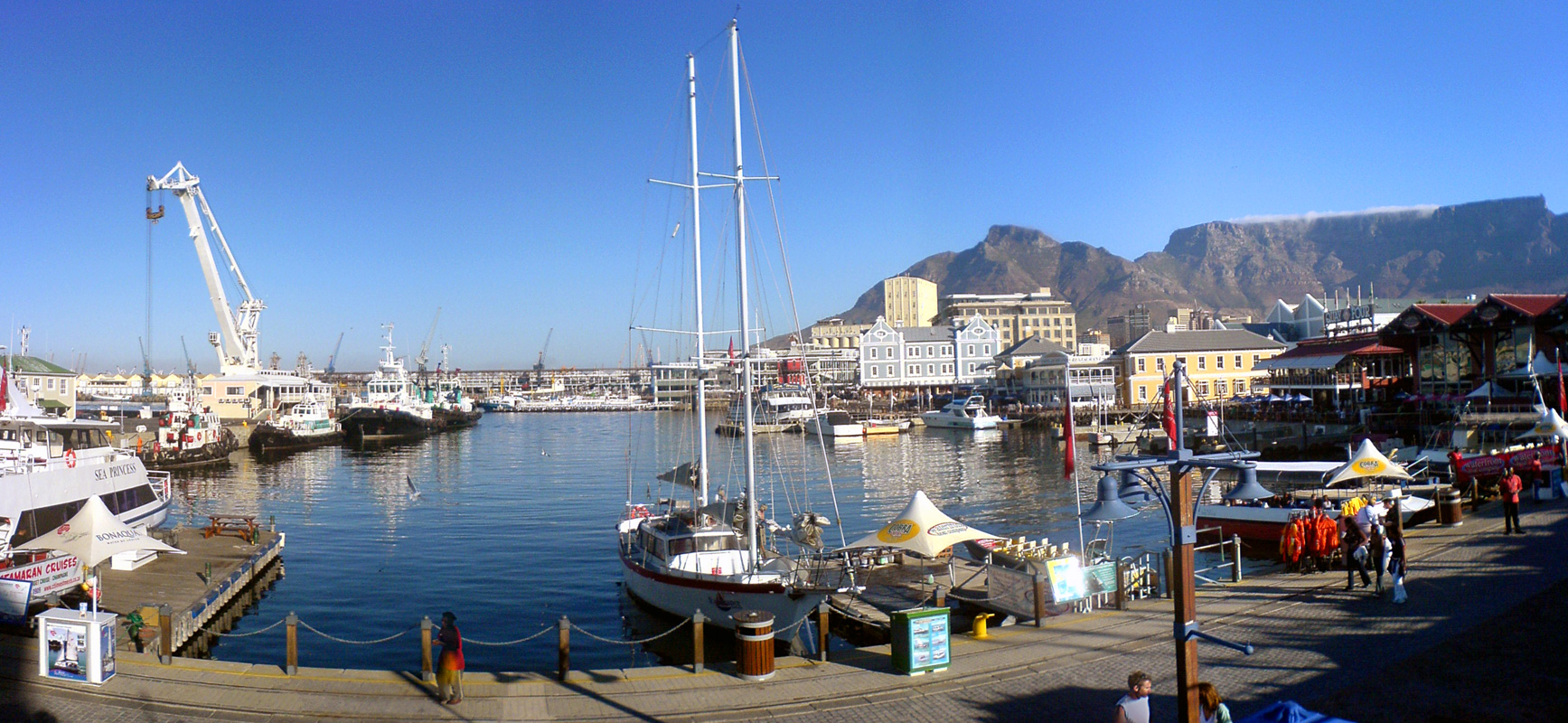

Le Victoria & Alfred Waterfront (littéralement Front de mer Victoria et Alfred) se trouve au centre historique du port de la ville du Cap. Il est le site touristique d'Afrique du Sud le plus visité, avec notamment le plus grand nombre de visiteurs étrangers du pays. Situé entre Robben Island et la montagne de la Table, entre mer et montagnes, il propose de nombreuses attractions, les hôtels tel le Breakwater Lodge qui fut une prison au XIXe siècle, des restaurants, des commerces, ainsi que des bureaux et une marina résidentielle.
Il comprend notamment le site de départ du Nelson Mandela Gateway pour des excursions en bateau vers Robben Island, ainsi que l'Aquarium des Deux Océans.

## Histoire
Le prince Alfred, quatrième enfant et second fils de la reine Victoria, ordonna la construction du port en 1860. Son nom fut donné au premier bassin, et celui de sa mère au second. 
Le Victoria & Alfred Waterfront development est un projet de rénovation du site concernant nombre de ses infrastructures historiques. Le projet est mené par la compagnie privée Transnet. Un consortium international se lança à partir de 1988 dans le projet pour la somme record pour l'époque de 7,4 milliards de rand.
En juillet 2009, il fut annoncé que l'ancien transatlantique Queen Elizabeth 2 de la Cunard Line sera dorénavant mouillé à partir de 2010, à l'occasion notamment de la Coupe du monde de football 2010, à proximité du Victoria & Alfred Waterfront comme hôtel flottant en tant que projet de la compagnie Dubai World. Ce qui ne se fit cependant pas étant donné la vente annoncée du paquebot. 
Le Green Point Stadium se trouve d'ailleurs à proximité du Waterfront.
En 2017, les bâtiments des anciens silos à grain furent réhabilités, transformés et transformés en un musée d'art contemporain africain, le Zeitz MOCAA.

## Galerie

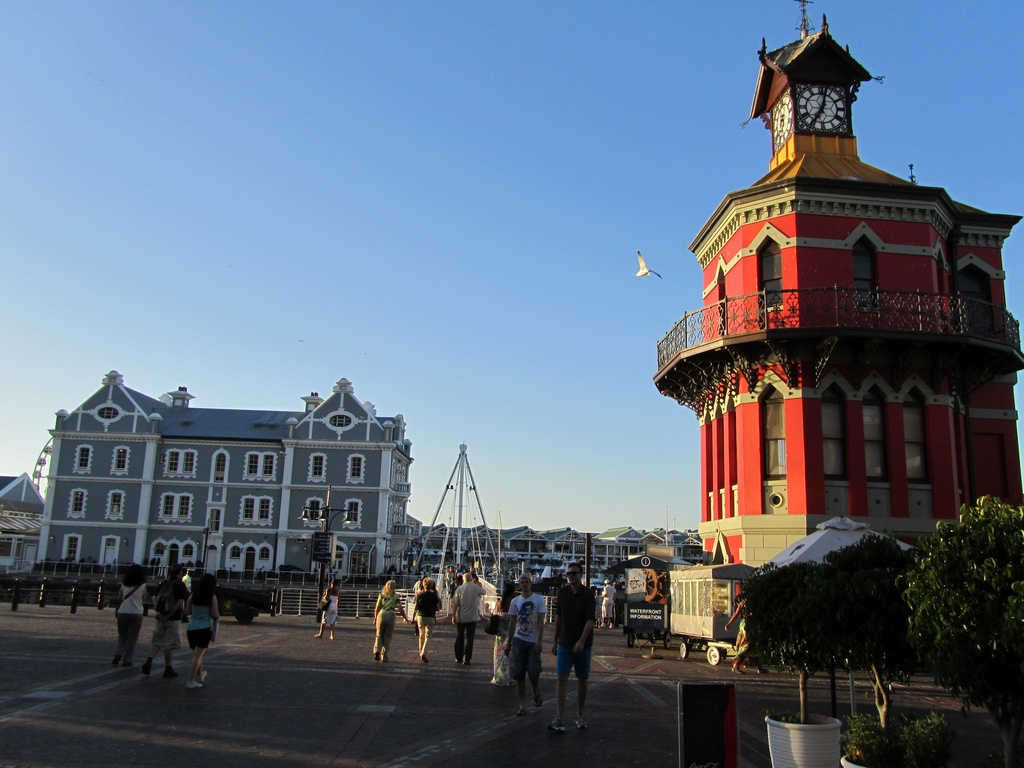
La Clock Tower (construite en 1883)
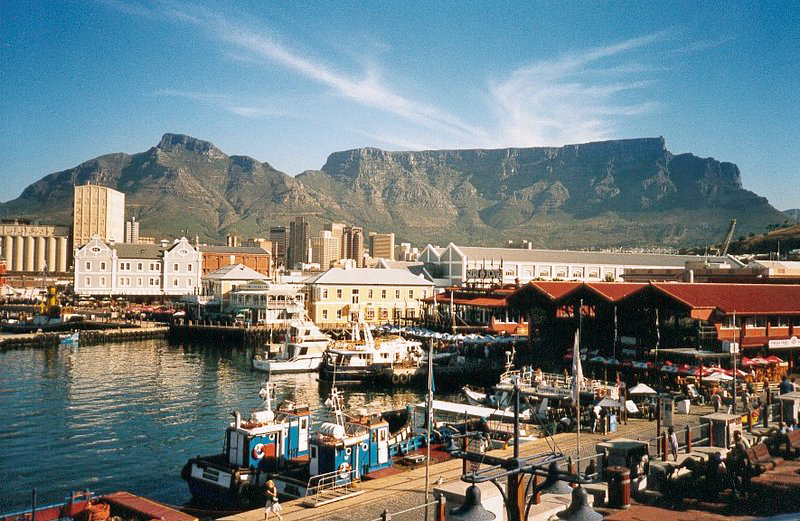
Montagne de la Table vue depuis le front de mer
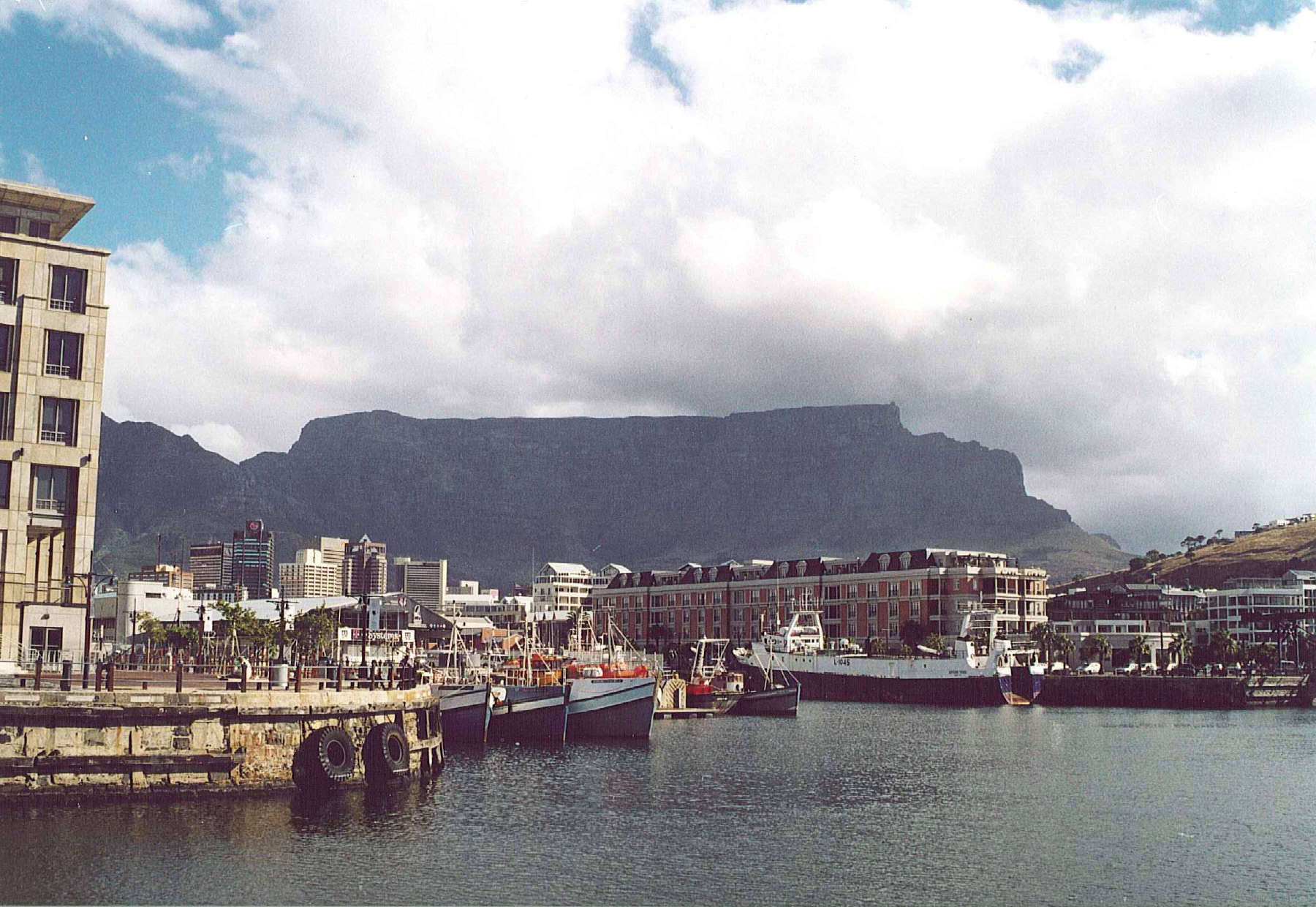
Activité navale
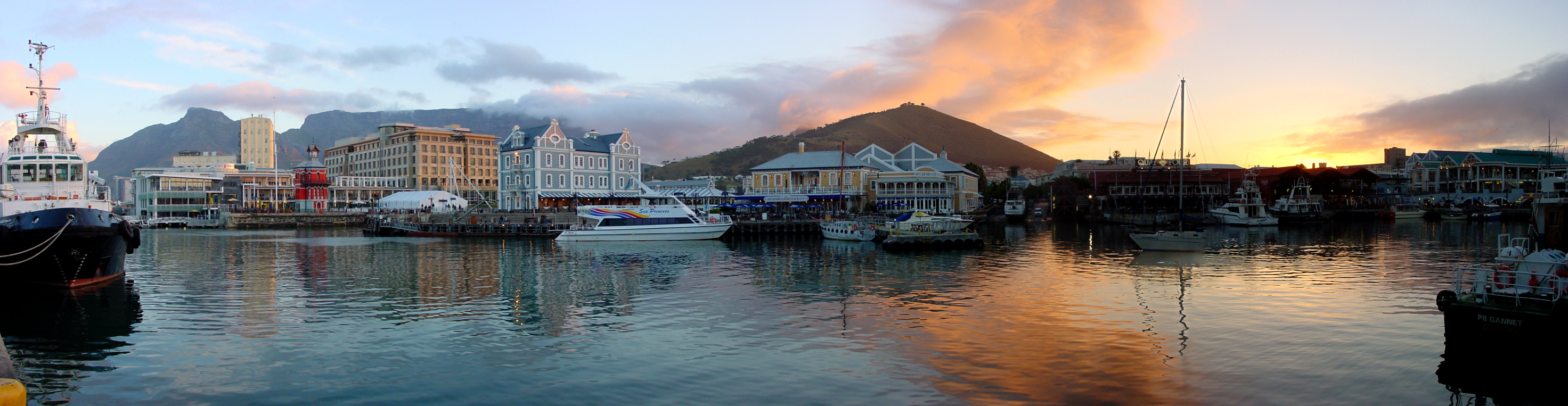
Vue sur le Victoria Basin
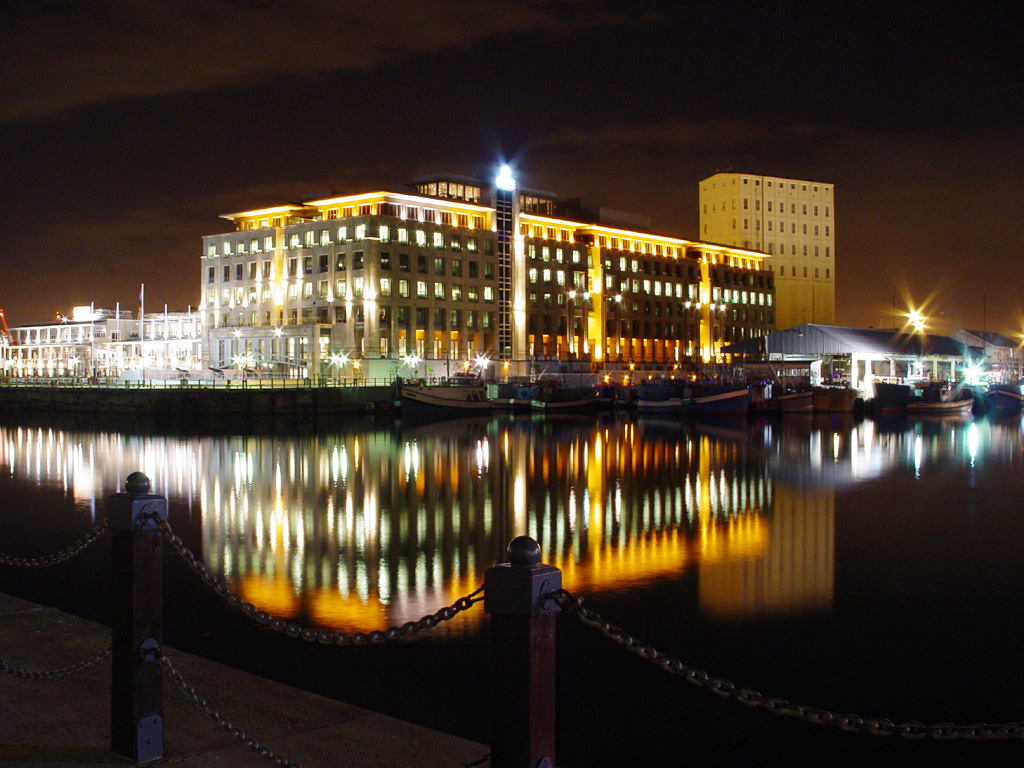
Bâtiment Nedbank/BOE la nuit